# Moira Enetama
Moira Zeta Enetama ist eine niueische Kuratorin und Kulturaktivistin, die 2021 Acting Director des Ministry of Social Services in Niue war. Sie ist auch Direktorin des Tāoga Niue Museum. Sie war Direktorin von Taoga Niue, der Regierungsorganisation, die kulturelle Aktivitäten und den Schutz der Kultur verantwortet. Während ihre Amtszeit im Taoga Niue, zerstörte der Zyklon Heta das Huanaki Cultural Centre & Museum. Erst 2018 konnte der Nachfolgebau Tāoga Niue Museum eröffnet werden.
Enetama hat sich für den Beitrag ausgesprochen, den das Fernsehen für das Überleben der Niueanischen Sprache leisten kann.